# Getmold
Getmold ist einer der zehn Stadtteile der ostwestfälischen Stadt Preußisch Oldendorf im Kreis Minden-Lübbecke in Nordrhein-Westfalen.

## Geschichte
Urkundlich erstmals erwähnt wurde Getmold 1229 in einer Urkunde des Bischofs von Minden. Getmold war bis zur Franzosenzeit eine Bauerschaft der Vogtei Oldendorf im Amt Limberg der Grafschaft Ravensberg. Von 1807 bis 1810 gehörte der Ort zum Kanton Oldendorf des napoleonischen Satellitenstaats Königreich Westphalen. Von 1811 bis 1813 gehörte Getmold unmittelbar zu Frankreich und dort zur Mairie Oldendorf im Arrondissement Minden des Departements der Oberen Ems. 1816 kam der Ort zum neuen Kreis Rahden, aus dem 1832 der Kreis Lübbecke wurde. Im Kreis Lübbecke gehörte die Gemeinde Getmold zum Amt Preußisch Oldendorf.
Getmold wurde zum 1. Januar 1973 durch das Bielefeld-Gesetzes nach Preußisch Oldendorf eingemeindet. Der Ortsteil hat etwa 760 Einwohner (2011), den Hafen Getmold mit einem großen Yachthafen am Mittellandkanal und ein 60 ha großes Gewerbegebiet.

## Persönlichkeiten
- Hans Heinrich Blotevogel (* 1943), deutscher Geograph, in Getmold geboren